# Heliamphora chimantensis
Heliamphora chimantensis là một loài thực vật có hoa trong họ Sarraceniaceae. Loài này được Wistuba, Carow & Harbarth mô tả khoa học đầu tiên năm 2002. Loại cây này mọc trên đỉnh núi (có địa hình bằng phẳng, hay còn gọi là tepui) Chimanta và Apacara ở Venezuela, nơi mà chúng phát triển ở những khu vực trống trải, thoát nước kém giữa thảm thực vật thưa thớt. Nó được ghi nhận là mọc thành những bụi khổng lồ gồm nhiều cá thể được xếp chặt với nhau và trải rộng hơn vài mét. Hình dáng của  mọc thẳng đứng, khi trưởng thành có màu vàng xanh chuyển sang đỏ. Một khe hình chữ V lớn hiện diện ở phía trước giúp chúng giảm bớt nước thừa trong ấm. Ở trên đầu mỗi ấm có một bộ phận hình cái muỗng/thìa dựng lên theo chiều dọc và có màu đỏ tươi với các tuyến mật ngọt. Mặc dù mẫu cây hoang dã ghi nhận có thể cao tới 50cm và một bụi đơn lẻ có thể rộng tới 6 mét, nhưng khi được con người nuôi trồng, kích thước chúng giảm đi nhiều, hiếm khi đạt được chiều cao hơn 20cm nhưng về độ rộng bao phủ vẫn có thể đạt được như ngoài tự nhiên.

## Hình ảnh

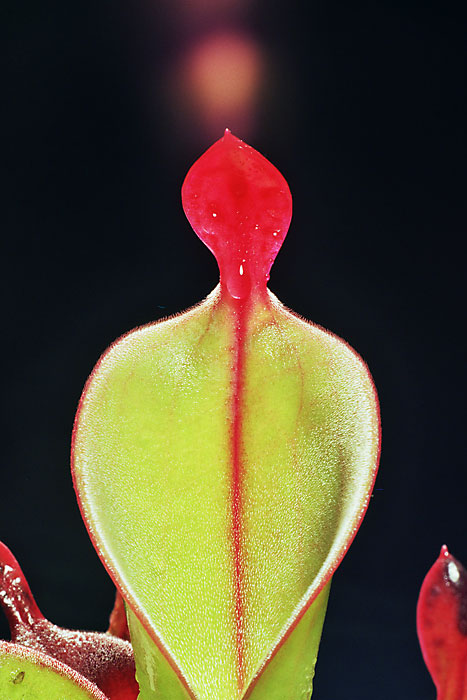
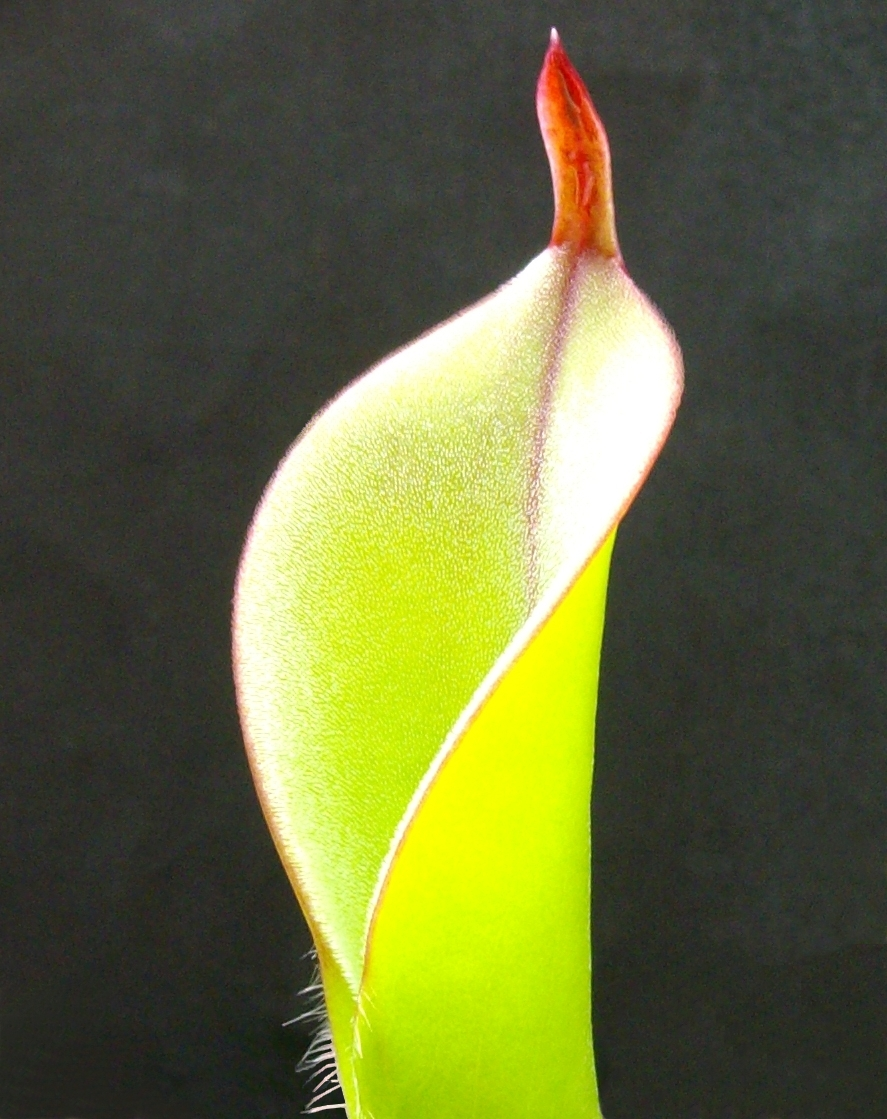
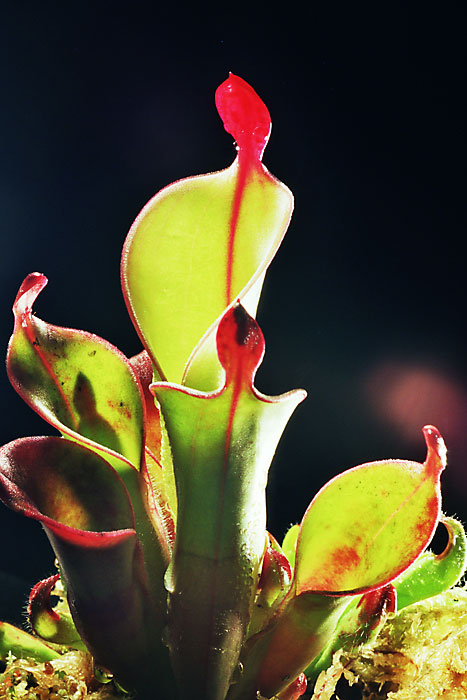